# Casquets
Casquets sau Les Casquets sunt un grup de insule stâncoase situate la 13 km nord-vest de Alderney, și fac parte din bailiwick-ul Guernsey din Insulele Canalului. Se află pe aceeași formațiune stâncoasă ca și insulele Burhou și Ortac. 
Numele lor poate proveni fie din termenul francez 'cascade' (cascadă), ce se referă la curenții mereici ce se formează în jurul lor, fie de la termenul 'casque' (cască), referitor la forma insulelor, fie o combineție 'cas' cu semnificația de spart și 'quet' cu semnificația de stâncă. O hartă maritimă din 1640 le numește în latină Casus Rupes stâncile sparte, ceea ce pare să confirme a treia ipoteză. 
Numeroase ambarcațiuni au eșuat în apropierea insulelor, lucru ce a dus la decizia de a construi un far pe aceasta. Farul a început să funcționeze în 30 octombrie 1724 și era format din trei turnuri, în care ardeau focuri pe bază de cărbune. Turnurile farului au fost construite astfel încât să aibă un aspect diferit de cel al farurilor de pe coasta franceză. 
Farul a fost convertit la un far cu lămpi pe ulei și reflectoare din metal în 1790 iar aparatul ce permite rotirea fascicolului luminos a fost instalat în 1818. În 31 octombrie 1823 farul a fost puternic afectat de o furtună și în 1854 s-a finalizat lucrarea de înălțare a turnurilor cu încă 10 metri. În 1887 turnul din Nord-Vest a fost înălțat din nou iar celelalte două turnuri au fost oprite.
În timpul celui de al doilea război mondial insulele au fost sub control nazist și au fost locul de desfășurare a două raiduri de comando ale armatei britanice. Într-un raid din 2-3 septembrie 1942 trupele britanice au capturat cei 7 paznici ai farului care au fost făcuți prizonieri de război și transportați în Anglia. 
În 1954 farul a fost electrificat și cele două turnuri nefolosite au fost reduse în înălțime. În 1990 farul a fost complet automatizat iar actualmente are o înălțime de 23 de metri și este situat la 37 de metri deasupra nivelului mării. Produce 5 flash-uri la fiecare 30 de secunde, separate de 3,7 secunde și este vizibil de la 24 mile nautice pe vreme bună. Pe turnul de est este instalat un difuzor pentru semnale în perioadă de ceață iar pe turnul din Sud este instalat un heliport. 